# 西沟乡 (十堰市)
西沟乡，是中华人民共和国湖北省十堰市张湾区下辖的一个乡镇级行政单位。

## 行政区划
西沟乡下辖以下地区：
黄土村、相公村、东沟村、沙洲村、西沟村、过风村、长坪村、白石村和岳竹村。